# Walter Berg
Walter Berg (* 21. April 1916; † 12. Mai 1949) war ein deutscher Fußballspieler. Als Aktiver des FC Schalke 04 gewann er zweimal in den Jahren 1937 und 1939 das Finale um die deutsche Meisterschaft und gehörte auch dem Schalker Team an, dass am 9. Januar 1938 in Köln-Müngersdorf mit 2:1 Toren den Tschammer-Pokal 1937 gegen Fortuna Düsseldorf für sich entscheiden konnte.

## Laufbahn
Der Mittelfeldspieler entstammte dem Essener Verein SV Kray 04. Der gelernte Chauffeur war klein gewachsen, aber ein Bewegungstalent, schnell und technisch stark, dazu ausgestattet mit einem großen Kämpferherz. Schon bald wurde der FC Schalke 04 auf ihn aufmerksam. Zur Runde 1935/36 wechselte er zu „Königsblau“, das 1934 die erste deutsche Meisterschaft errungen hatte. Er kam 1936 in der Endrunde um die deutsche Meisterschaft unter Trainer Hans Schmidt erstmals im Gruppenspiel am 3. Mai in Bochum gegen Hindenburg Allenstein (7:0) auf Halbrechts zum Einsatz und erzielte dabei zwei Tore.
Bei der Mannschaft um Fritz Szepan und Ernst Kuzorra konnte er dann auch große Erfolge feiern. 1937 gewann er mit Schalke 04 im Endspiel um die deutsche Meisterschaft mit 2:0 gegen den 1. FC Nürnberg. 1939 wurde der SK Admira Wien gar mit 9:0 bezwungen.
Dazwischen, nämlich 1938, lag sein einziger Länderspieleinsatz gegen das Team aus Luxemburg. Er ersetzte dabei kurzfristig den Mannheimer Läufer Müller, der Halsschmerzen hatte. Kritiker bescheinigten ihm, dass er bemüht war, Variationen in das deutsche Aufbauspiel zu bringen, allein, es blieb bei diesem einen Einsatz. Im gleichen Jahr hatte er aber auch schon mit Schalke 04 den Tschammer-Pokal (so hieß der DFB-Pokal im Dritten Reich) mit 2:1 gegen Fortuna Düsseldorf gewinnen können. In den Endrundenspielen um die deutsche Meisterschaft brachte es Berg auf 29 Spiele mit fünf Toren. Die letzten Einsätze datieren vom 16. April und 7. Mai 1944, als er mit Schalke mit 5:0 Toren gegen den TuS Neuendorf gewann und dann im Mai gegen die KSG Duisburg mit 1:2 Toren aus dem Wettbewerb ausscheiden musste. Auch beim mit 0:2 Toren verlorenen Endspiel um den Tschammerpokal 1942 am 15. November gegen 1860 München war Berg für Schalke aktiv gewesen.
Bald aber rief das Vaterland zum Kriegsdienst, dem sich auch Berg nicht entziehen konnte. In der Runde 1939/40 war er vorübergehend mit seinem Schalker Mannschaftskamerad Otto Schweisfurth Kriegs-Gastspieler beim Hamburger SV und erzielte in sieben Einsätzen in der Bereichsliga Nordmark vier Tore, geriet er am Ende des Krieges schließlich in Gefangenschaft. Berg kam 1949 bei einem Ausbruchsversuch aus einem tschechischen Kriegsgefangenenlager ums Leben. Sein älterer Bruder Willi spielte ebenfalls für Schalke.